# Renata Novotná
Renata Novotná es una deportista checoslovaca que compitió en biatlón. Ganó una medalla de bronce en el Campeonato Mundial de Biatlón de 1989, en la prueba por relevos.

## Palmarés internacional
| Campeonato Mundial | Campeonato Mundial  | Campeonato Mundial | Campeonato Mundial |
| Año                | Lugar               | Medalla            | Prueba             |
| ------------------ | ------------------- | ------------------ | ------------------ |
| 1989               | Feistritz (Austria) | Medalla de bronce  | Relevos            |